# Hans V. Nilsson
Hans Viktor Nilsson, signaturen Håven, född 24 april 1921 i Bromma församling, död 20 april 1996 i Vaxholm, var en svensk skämttecknare och konstnär.
Hans V. Nilsson, känd som Håven efter sina initialer, var son till köpmannen Victor Emanuel Nilsson och Signe Maria Andersson och utbildades i början av 1940-talet på Konstfack i Stockholm med avsikten att bli skulptör. Under den här tiden publicerades hans första teckningar, i Nya Dagligt Allehanda, och han kom att framdeles att främst bli känd just som en samhällskritisk tecknare. Han medverkade i skämttidningarna Joker, Söndagsnisse-Strix och den kortvariga Svensk Humoristisk Tidskrift, dagstidningarna Stockholms-Tidningen och Dagens Nyheter, liksom i många andra tidningar. Inte minst förekom han flitigt i folkrörelse- och fackförbundstidskrifter. Många av teckningarna kom att senare ges ut även i bokform.
Håvens bilder har karaktäriserats både som bitsk samhällssatir och som varmt mänsklig satir över det svenska folkhemmet. Han var ingen revolutionär men han stod helt klart på de svagas sida i samhället. 1983 utsåg Konstfrämjandet honom till det årets folkrörelsetecknare.
I mitten av 1950-talet flyttade Hans V. Nilsson till Vaxholm där han ofta sågs cyklande på stan. Sveriges television presenterade honom 1985 i filmen Är tecknaren Håven ute och cyklar igen?
Hans V. Nilsson var även verksam som målare och på senare år också som skulptör. Separat ställde han bland annat ut på Norrbottens museum och i Arvidsjaur. Tillsammans med Walter Gube, Åke Schmägers och Gösta Stawåsen ställde han ut på Konstsalong Rålambshof i Stockholm 1948 och han medverkade i ett flertal grupputställningar bland annat 8 skämttecknare i Stockholm och på God konst i Göteborg, 9 skämttecknare i Strängnäs och 10 tidningstecknare på Galleri Brinken i Stockholm. Som tecknare medverkade han i bland annat Söndagsnisse-Strix, Joker, Folket i Bild, Vi, Industria, Metallarbetaren, Se och All världens berättare. Han utgav ett flertal samlingar med texter och illustrationer bland annat Genom mina dubbelslipade, Håven i trafik och  En grävskopa bland människor, Håven. Som målare arbetade han i den naivistiska stilen med stadsbilden och landskapsskildringar. Nilsson är representerad vid bland annat Luleå museum.
Han var gift med konstnären Maria Blomberg och tillsammans fick de tre döttrar.